# Écardenville-sur-Eure

Écardenville-sur-Eure este o comună în departamentul Eure, Franța. În 1 ianuarie 2018 avea o populație de 583 de locuitori.